# Rijnland (Duitsland)

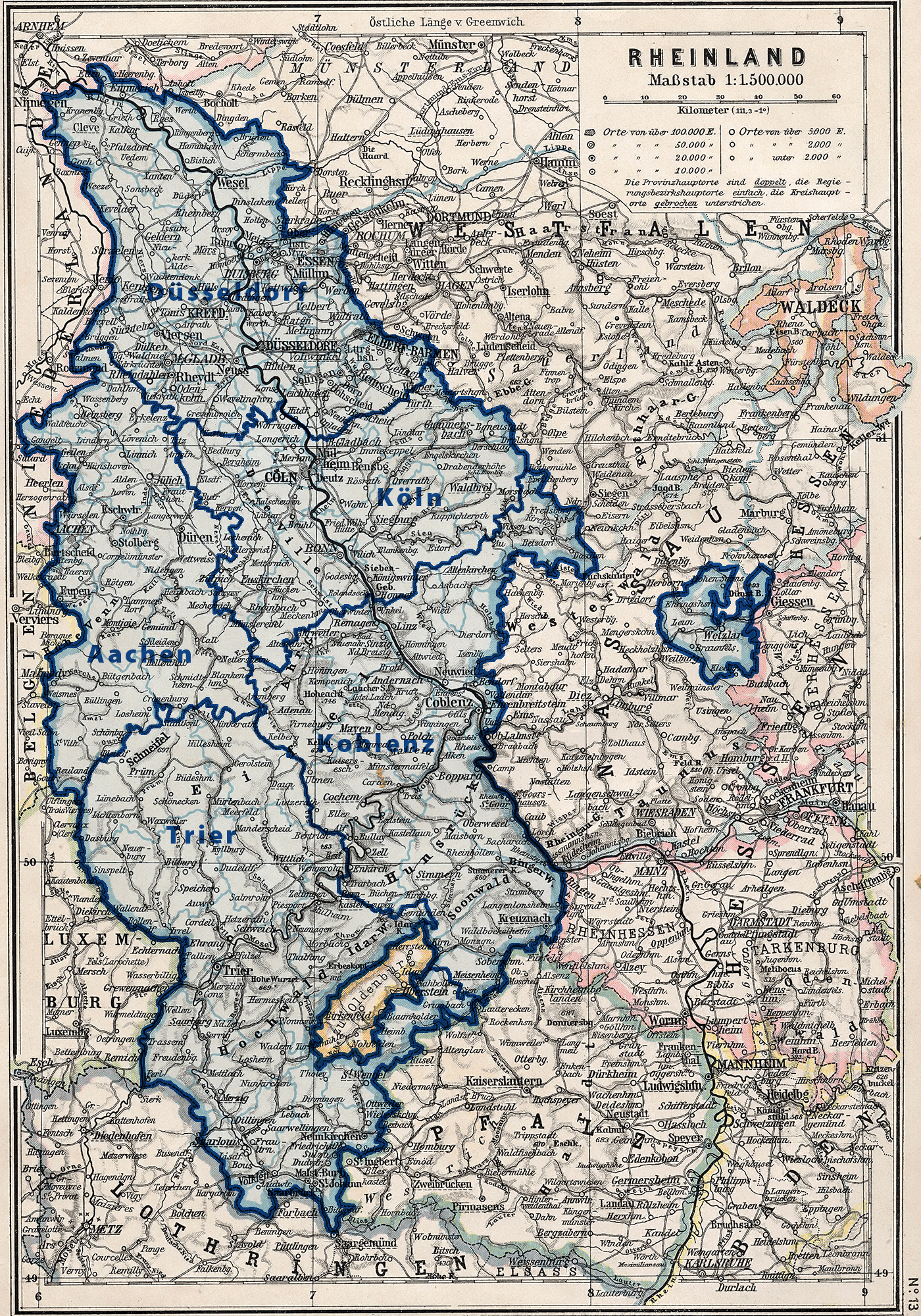
Het Rijnland in 1905

Het Rijnland (Duits: Rheinland, Ripuarisch: Rhingland) is een niet scherp afgebakend gebied in Duitsland aan weerszijden van de Rijn. Het gebied is sinds de jaren 1950 gesitueerd in de deelstaten Noordrijn-Westfalen, Rijnland-Palts en Saarland. Het westen van het voorheen industriële Ruhrgebied ligt in het Rijnland.

## Rijnprovincie
Van 1822 tot 1946 vormde het als Rijnprovincie een politieke entiteit in Pruisen. Oorspronkelijk was het gebied volgens de besluiten van het Congres van Wenen aan Pruisen toegewezen om een buffer tegen Frankrijk te creëren. De Rijnprovincie was, in tegenstelling tot de rest van het voornamelijk agrarische en conservatieve luthers protestantse Pruisen, katholiek, liberaal, geïndustrialiseerd en verstedelijkt en moest van het aan Pruisen toegeschreven militarisme al helemaal niets hebben. De bewoners voelden zich dan ook nauwelijks Pruisen.

## Bezetting door geallieerden
In het Verdrag van Versailles (1919) stond dat het Rijnland voor een periode van 15 jaar bezet werd door geallieerde troepen. Zo kon druk op Duitsland worden uitgeoefend om de bepalingen van het verdrag loyaal uit te voeren. Het gebied telde in die tijd veel wapenfabrieken waarover de geallieerden de controle wilden houden, zodat Duitsland niet kon herbewapenen in strijd met het verdrag. De Fransen traden er hard op en bezetten in 1923, samen met de Belgen, ook het Ruhrgebied wegens een Duitse achterstand in de herstelbetalingen. 
Onder de bevolking groeide de ontevredenheid met de situatie: men schoof de verloren oorlog in de schoenen van de door Pruisen gedomineerde centrale regering. Er ontstond een beweging voor een onafhankelijk Rijnland. Van 1923 tot 1924 trachtte men daadwerkelijk een Rijnrepubliek te stichten. De nazi's waren in het gebied door een zusterpartij van de NSDAP vertegenwoordigd en steunden het onafhankelijkheidsstreven niet.
In 1930 werden de buitenlandse soldaten teruggetrokken en het bestuur van het gebied weer overgedragen aan Duitsland.

## Herbezetting door Duitsland
Na de ontruiming diende Duitsland zich te onthouden van het legeren van troepen. In 1935 volgde een volksstemming in het onder mandaat van de Volkenbond staande Saarland met Frans en Brits bestuur, dat zich enthousiast bij het inmiddels nationaalsocialistische Duitsland aansloot. Aangemoedigd door de ongesanctioneerde acties van Italië en Japan in respectievelijk Abessinië (Ethiopië) en China, herbezette Duitsland in strijd met het Verdrag van Locarno op zaterdag 7 maart 1936 het Rijnland. De Duitse troepen telden welgeteld 19 bataljons (één enkele divisie), ondersteund door politie-eenheden en enkele vliegtuigen. De troepen bereikten om 11 uur 's ochtends de rechter Rijnoever, waarop 3 bataljons de Rijn overstaken. Slechts een klein deel van de troepen drong derhalve diep in het Rijnland door. De Fransen zouden hier 100 divisies tegenover kunnen stellen. De troepen hadden orders bij het minste teken van geallieerde weerstand rechtsomkeert te maken, wat Hitler op zijn minst gezichtsverlies zou hebben bezorgd. Overigens was deze terugtocht geformuleerd als tactische terugtrekking, wat inhield dat Hitler de mogelijkheid van oorlog anticipeerde en accepteerde. De Fransen zouden hoe dan ook een honderdvoudige overmacht in het veld kunnen brengen. Zowel de Volkenbond, de Britten als de Fransen reageerden lauw en de slotsom was dat Hitler zijn gang kon gaan en zijn doel had bereikt.

## Naoorlogse opdeling
De geallieerden hernamen het Rijnland in 1945, maar het werd niet opnieuw door de geallieerden aan Duitsland onttrokken. Wel werd de tot Pruisen behorende Rijnprovincie verdeeld over twee deelstaten, in het kader van de opdeling van Pruisen door de geallieerden. Noord-Rijnland in de Britse sector werd samengevoegd met Westfalen en Lippe tot Noordrijn-Westfalen. De zuidelijke helft, in de Franse sector, werd toegevoegd aan Rijnland-Palts. Nadien zou het gebied de economische en bestuurlijke ruggengraat van West-Duitsland worden, met het Ruhrgebied, Keulen, de nieuwe hoofdstad Bonn, de agglomeratie Frankfurt en de agglomeratie Ludwigshafen-Mannheim-Heidelberg als zwaartepunten. Het West-Duitse economisch-sociale model, dat in Duitsland en grote delen van continentaal Europa in zwang kwam, is naar het Rijnland genoemd: het Rijnlands model.